# Antoine Battesti
Pour les articles homonymes, voir Battesti.
Antoine François Claude Napoléon Battesti, né à Ajaccio le 2 avril 1930 et mort à Embrun le 29 novembre 2016, est un colonel de l’armée de terre et colonel de sapeurs-pompiers, pionnier de la sécurité civile en France.

## Biographie
Le colonel Antoine Battesti est le fils de Dominique Battesti, contrôleur au ministère du Travail, et de Berthe Lapierre, employée à la Caisse des dépôts et consignations. Il est le neveu de François Battesti, as de la Première Guerre mondiale. Il épouse Monique Requina avec qui il a quatre enfants. Après le décès de Monique, il se remarie avec Élise Anziani.
Il fait ses études à la faculté de droit d’Aix-en-Provence où il obtient un DEUG de droit, à la faculté de sciences de Clermont-Ferrand où il obtient un DEUG de géologie et à l’école normale de Constantine où il obtient son brevet d’instituteur. Il est instituteur en milieu rural en Algérie de 1952 à 1955.
En 1955, il intègre l’École d'application de l'infanterie de Saint-Maixent où il obtient son brevet d’officier de l’armée de terre. De 1956 à 1962, pendant la guerre d’Algérie, il est commandant d’unités opérationnelles (chasseurs alpins et tirailleurs algériens) et participe à des campagnes militaires. De 1963 à 1968, il est lieutenant puis capitaine au 22e bataillon de chasseurs alpins. De 1969 à 1973, il est responsable de la formation pédagogique à l'école d'enseignement technique de l’armée de terre d’Issoire, puis officier incendie et sécurité du camp de Canjuers.

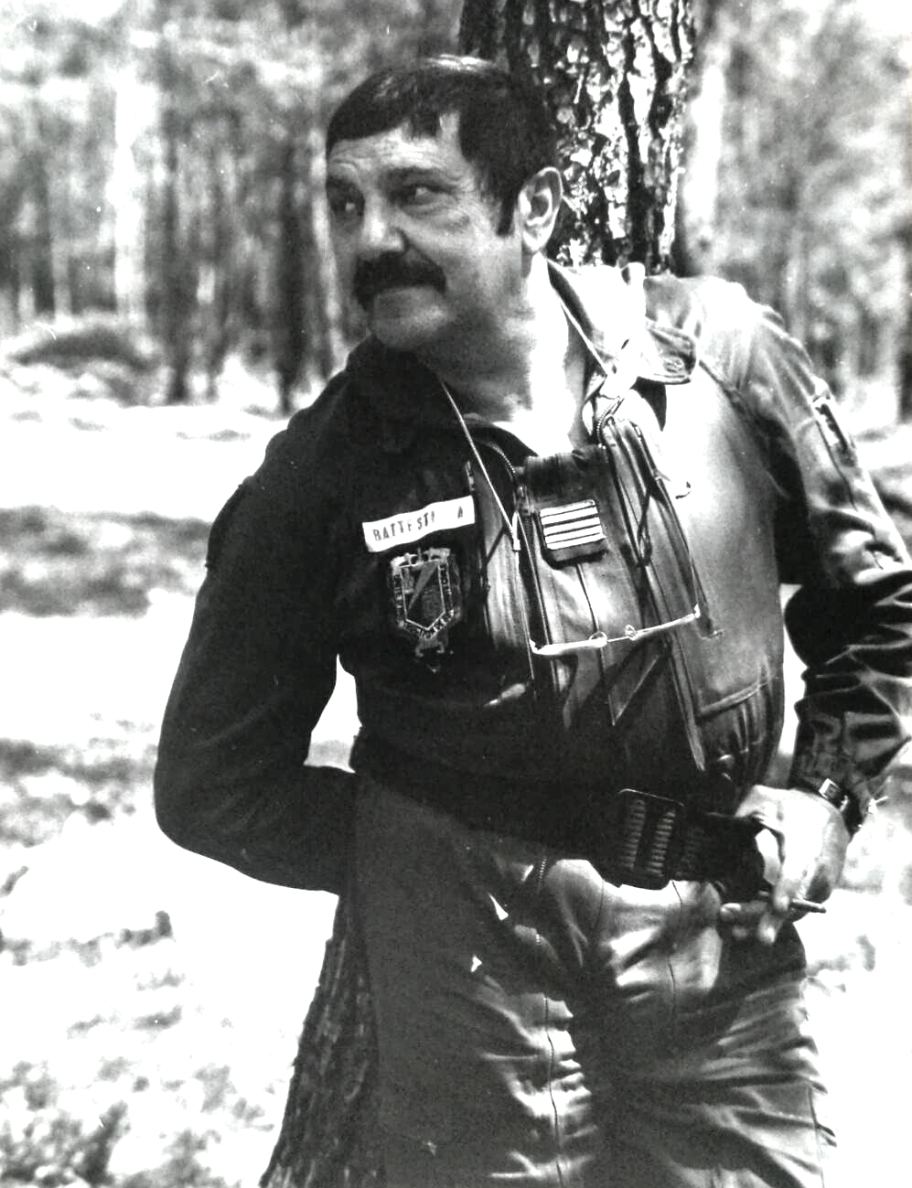
Chef de corps de l’UISC no 7 de Brignoles, septembre 1980.

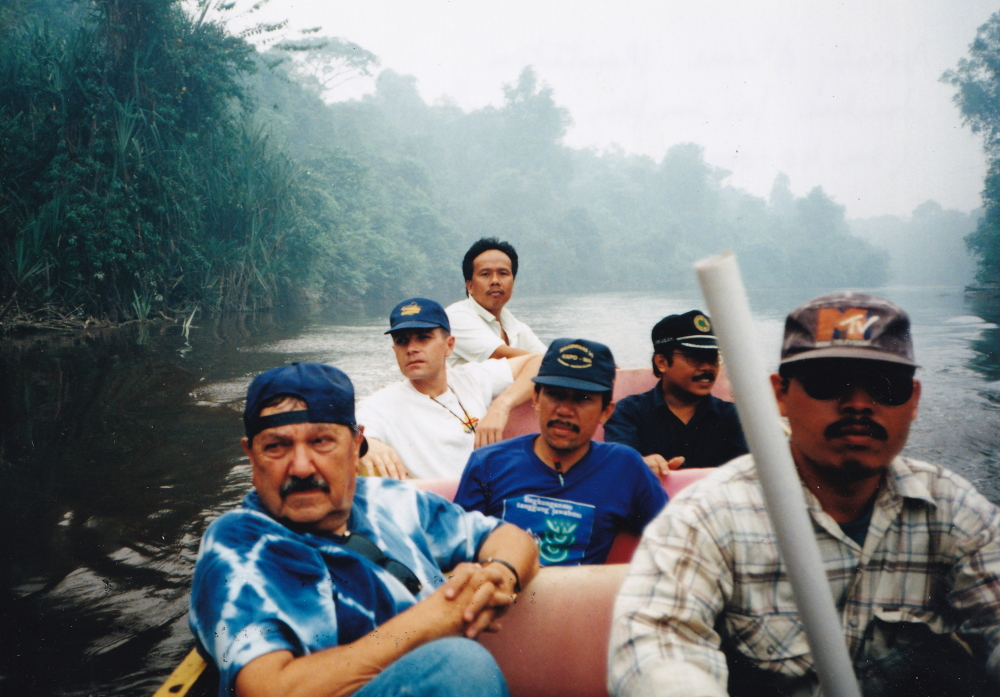
Mission à Sumatra du Sud en Indonésie, octobre 1997.

Il rejoint le ministère de l’Intérieur en 1974 où il sert à l’état-major de la direction de la sécurité civile pendant une année, puis commande l’unité d'instruction et d'intervention de la sécurité civile n°7 de Brignoles de 1976 à 1982,. Il met sur pied le détachement d’intervention héliporté feux de forêts de la sécurité civile. Il est le chef des détachements français en intervention à l’étranger à la suite des grands séismes d’El Asnam et de la région de Naples en 1980. De 1982 à 1985, mis à disposition par le ministre de l’Intérieur, il est chargé de mission pour la prévention des incendies de forêts auprès du président de l’Assemblée de Corse à Ajaccio,.
En 1985, il est nommé directeur départemental des services d’incendie et de secours de la Haute-Corse à Bastia. Durant huit ans, il dirige le SDIS, est l’initiateur d’une stratégie de commandos héliportés spécifiques à la Haute-Corse, et développe la stratégie d’attaque initiale par avions bombardiers d’eau. Il devient une figure emblématique des sapeurs-pompiers de la Haute-Corse,. Entre 1991 et 1992, à la demande de la direction de la sécurité civile, il conduit une réflexion générale sur les feux de forêts que l'on nomme alors la « mission Battesti »,. Il est également expert auprès de la Commission européenne pour le dossier de la flotte européenne de bombardiers d’eau et réalise une mission d'expertise en Argentine pour l'organisation de la sécurité civile. Il est exemplaire dans la gestion des secours après le drame de Furiani. 
De 1993 à 1995, chargé de mission à la direction de la sécurité civile, il est l’initiateur de la doctrine française de lutte contre les feux de forêts avec la réalisation du Guide de stratégie générale. Il dirige la mission dite « Vulcain », qui est destinée à refondre et actualiser la formation des sapeurs-pompiers français en matière de feux de forêts, avec la rédaction du Référentiel emploi et du Référentiel formation. L'attaque prioritaire des feux naissants devient la stratégie nationale.
Consultant indépendant à partir de 1996, il effectue des missions d’expertise en Turquie et en Indonésie,. Il est chargé par l’Entente interdépartementale en vue de la protection de la forêt contre l’incendie de l’organisation du premier Forum international de protection de la forêt contre le feu, en 1997 à Marseille, ainsi que des Rencontres euroméditerranéennes feux de forêts en 2000 à Hyères et en 2003 à Gardanne. Il fonde l’Institut euro-méditerranéen des risques majeurs à l’Université de Corse-Pascal-Paoli à Corte et y coordonne la formation de 2003 à 2006. Il est colonel honoraire de l’armée de terre et colonel honoraire de sapeurs-pompiers.
Il décède à Embrun le 29 novembre 2016,, et ses cendres sont inhumées en Corse dans son village d'Azzana le 19 mars 2017.

## Distinctions et hommages

### Distinctions françaises
- Officier de la Légion d'honneur[34]
- Officier de l'ordre national du Mérite[35]
- Croix de la Valeur militaire (deux citations)
- Croix du combattant
- Médaille de reconnaissance de la Nation
- Médaille commémorative des opérations de sécurité et de maintien de l'ordre
- Médaille d'honneur pour acte de courage et de dévouement, vermeil
- : Médaille d’honneur des sapeurs-pompiers pour services exceptionnels
- Médaille d'honneur des sapeurs-pompiers

### Hommages
- Le challenge national DIH (détachements d'intervention héliportés) porte son nom[36],[37]. Cette compétition annuelle rend ainsi hommage au créateur des commandos héliportés[38] qui sont engagés dans la lutte contre les feux de forêts.

- La 80e promotion de Lieutenant de sapeur-pompier professionnel est baptisée « Colonel Antoine Battesti » le 26 juin 2014 à l'École nationale supérieure des officiers de sapeurs-pompiers[39],[40].

## Rallye Paris-Dakar
Antoine Battesti participe deux fois au rallye Paris-Dakar comme pilote à bord d'un camion ALM-ACMAT : 
- en janvier 1981 (camion no 301) il est accompagné par Claude Magestrini (copilote) et Bernard Cavaille (mécanicien)[41],
- en janvier 1982 (camion no 371) il est avec Christian Rincel (copilote) et Jacques Faucon (mécanicien)[42],[43].